# Хрътка
Хрътките са група породи кучета.

## Общи характеристики
Хрътките се използват главно като ловни кучета, отглеждат се и за състезания по надбягване. Те са интелигентни кучета, които се привързват към собствениците си. Те са най-бързите кучета. Тялото им е подходящо за големи скорости – слаби, гъвкави, имат дълги, силни крака и голям гръден кош. Могат да развият скорост от 70 km/h. Женските екземпляри са малко по-дребни от мъжките и раждат от 6 до 8 кученца. Продължителността на живота им е от 12 до 15 години.